# Cimetière militaire allemand de Carvin
Le cimetière militaire allemand de Carvin (Deutscher Soldatenfriedhof Carvin) est un cimetière militaire de la Première Guerre mondiale situé dans la commune de Carvin, près de Lens, dans le département du Pas-de-Calais, en région Hauts-de-France. C'est la cinquième plus grande nécropole du Nord-Pas-de-Calais. Il est directement accolé au cimetière municipal.
Ce cimetière fut créé à la fin de l'automne 1914, par des soldats allemands, proche du front, afin d'y enterrer des combattants tués lors de la course à la mer, dernière étape de la guerre de mouvement caractérisant le début de la première guerre mondiale. Les premiers enterrements eurent lieu durant des affrontements de la course à la mer. Par la suite, jusqu'en 1918, d'autres combats firent périr un grand nombre de soldats allemands, notamment au printemps et à l'automne en 1915 et 1917, durant les batailles entre Arras et Armentières, puis les attaques allemandes de Mars-Avril 1918 et la contre-offensive alliée en été et automne 1918. Durant cette dernière année, ce furent 2 000 hommes tombés au combat qui ont été inhumés.
La guerre finie, les autorités françaises ont agrandi le cimetière : des sépultures y furent ajoutées à partir d'autres, provisoires, placées dans sept communes avoisinantes. 
En 1927, le Volksbund Deutsche Kriegs-gräberfürsorge, grâce à un accord conclu en 1926 avec les autorités françaises, démarre des travaux de rénovation. C'est ainsi que des arbres, des arbustes, des rosiers et une haie périphérique ont été plantés au cours des années suivantes. Toutefois, en raison du déclenchement de la Seconde guerre Mondiale, et d'un manque de devises étrangères, la question du marquage permanent des tombes est resté sans solution. Ce n'est qu'après la conclusion de l'accord franco-allemand sur les sépultures de guerre du 19 Juillet 1966 que le V.D.K put réaliser, avec le soutien financier du gouvernement fédéral allemand, la conception finale des cimetières militaires allemands de la Première Guerre mondiale en France. L'aménagement paysager de l'ensemble du site fut repensé, et le cimetière a reçu une nouvelle entrée avec des murs en aile. En 1978, les pierres tombales provisoires en bois furent remplacées par des croix en granit belge avec les noms et les dates gravés des personnes enterrées là.
Le cimetière militaire allemand de Carvin est, aujourd'hui, entretenu par la représentation française du Volksbund Deutsche Kriegs-gräberfürsorge (V.D.K) ; le Service d'Entretien des Sépultures Militaires Allemandes (S.E.S.M.A), situé à Pérenchies. Ce sont 6 113 soldats allemands et trois prisonniers russes qui reposent là. Les garnisons d'origine de ces soldats étaient disséminées dans l'Empire Allemand de l'époque.  Parmi eux, 26 sont restés inconnus. Pour des motifs religieux, les 23 tombes des morts de confession juive ont reçu une stèle funéraire en pierre naturelle au lieu d'une croix. Les trois Russes, morts à la guerre et, à ce moment-là, prisonniers de guerre, y sont donc aussi enterrés.

## Personnalités
- le baron de Turkheim
- le baron de Xylander famille des rois de Bavière.
- Rothschild

## Autres cimetières allemands du Pas-de-Calais
(Classement alphabétique)
- Cimetière militaire allemand d'Achiet-le-Petit (1 314)
- Cimetière militaire allemand de Billy-Montigny (2 511)
- Cimetière militaire allemand de Courrières (2 216)
- Cimetière militaire allemand de Dourges (2 988)
- Cimetière militaire allemand de Meurchin (828)
- Cimetière militaire allemand de Neuville-Saint-Vaast (44 833)
- Cimetière militaire allemand de Pont-à-Vendin (779)
- Cimetière militaire allemand de Rumaucourt (2 616 + 2)
- Cimetière militaire allemand de Sailly-sur-la-Lys (5 496)
- Cimetière militaire allemand de Saint-Laurent-Blangy (31 339)
- Cimetière militaire allemand de Lens-Sallaumines (situé à Sallaumines) (15 646 + 2)
- Cimetière militaire allemand de Sapignies (1 550)
- Cimetière militaire allemand de Villers-au-Flos (2 449)

## Pour approfondir